# La biblioteca dei sentimenti
La biblioteca dei sentimenti è un programma televisivo italiano di genere divulgazione, in onda dal 18 dicembre 2023 su Rai 3.

## Il programma
Il programma ha lo scopo di affrontare un tema diverso attraverso ad ogni libro e ad un confronto tra i millennial e i tre illustri ospiti. Ogni puntata viene iniziata con un monologo curato prima da Maurizio De Giovanni (nella prima edizione) e poi successivamente da Franco Arminio (dalla seconda edizione).

## Storia
A luglio 2023, durante la presentazione dei palinsesti Rai per la stagione 2023/2024, era stato annunciato il ritorno della trasmissione Per un pugno di libri, con la conduzione di Maurizio De Giovanni. Tuttavia però, la trasmissione era stata dapprima rinviata e poi cancellato.
Successivamente, è stata annunciata la messa in onda de La biblioteca dei sentimenti, prevista per il 18 dicembre 2023, con De Giovanni affiancato da Greta Mauro.
Il 7 gennaio 2024 è andato in onda una puntata speciale, dalla durata di 95 minuti.
A partire dalla seconda edizione, De Giovanni abbandonò la trasmissione per motivi personali, venendo sostituito da Franco Arminio.

## Edizioni
| Edizione | Messa in onda     | Messa in onda  | Puntate  | Puntate  | Conduttori           | Conduttori  |
| Edizione | Messa in onda     | Messa in onda  | Day-time | Speciali | Conduttori           | Conduttori  |
| Edizione | Inizio            | Fine           | Day-time | Speciali | Conduttori           | Conduttori  |
| -------- | ----------------- | -------------- | -------- | -------- | -------------------- | ----------- |
| 1ª       | 18 dicembre 2023  | 8 gennaio 2024 | 15       | 1        | Maurizio De Giovanni | Greta Mauro |
| 2ª       | 17 febbraio 2024  | 9 marzo 2024   | 4        | –        | Franco Arminio       | Greta Mauro |
| 3ª       | 28 settembre 2024 | 31 maggio 2025 | 34       | –        | Franco Arminio       | Greta Mauro |